# Gravitropismo

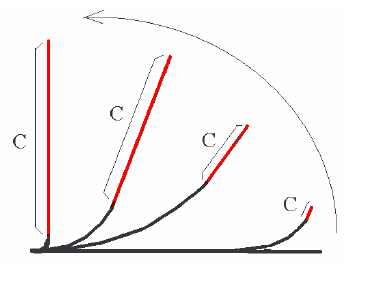
Respuesta gravitropismo de un tallo situado horizontalmente.

El gravitropismo o geotropismo es un tipo de tropismo, propio de las plantas, que se refleja en un crecimiento en respuesta a la aceleración de la gravedad. Permite el crecimiento basípeto de las raíces, que deben hundirse en el suelo para su correcto funcionamiento, y el crecimiento de los tallos hacia el medio aéreo. Es de especial importancia durante la germinación de las semillas.

## Fitohormonas

Ácido 3-indolilacético, una auxina.

El gravitropismo se ve definido por la concentración diferencial de auxina, una familia de hormonas vegetales: sintetizada en el ápice, allí posee su máximo nivel, que decrece conforme el tallo se aleja de aquel. Experimentalmente, en el caso de la expansión de coleoptilos situados en posición horizontal, se produce un transporte lateral de auxinas que provocan una alteración en dicho gradiente, lo que provoca una menor división celular en las células situadas en la parte más baja de dicho órgano, donde las auxinas están más concentradas y esta alta concentración inhibe la división celular. La adición de una auxina endógena a la zona más alta del mencionado coleoptilo contrarresta dicho efecto, lo que demuestra su implicación en el proceso.

### Implicaciones en la expresión génica
Se ha demostrado la implicación de unos pequeños ARN mensajeros denominados SAURs (del inglés small auxin up-regulated RNAs), cuya síntesis se estimula por adición de auxinas, con el gravitropismo en hipocotilos de soja. En brotes crecidos verticalmente, la expresión de los genes SAUR es simétrica; en cambio, cuando dichos brotes se sitúan horizontalmente, rápidamente dicha expresión génica se modula para acentuar la acumulación de los SAURs en la mitad basal del hipocotilo. De este modo, se inicia la respuesta de crecimiento diferencial que produce la curvatura del órgano y la ganancia de la verticalidad.

## Detección
¿Cómo detecta la célula vegetal la aceleración de la gravedad? En animales, un mecanismo común es el empleo de estatolitos, sedimentos que presionan un epitelio que transduce dicha fuerza. En plantas, se postula que los amiloplastos, un tipo de plastos, podrían emplear los gránulos de almidón, excepcionalmente densos, como estatolitos; sus células continentes, por tanto, se comportarían como estatocistos. 

### Estatolitos de almidón

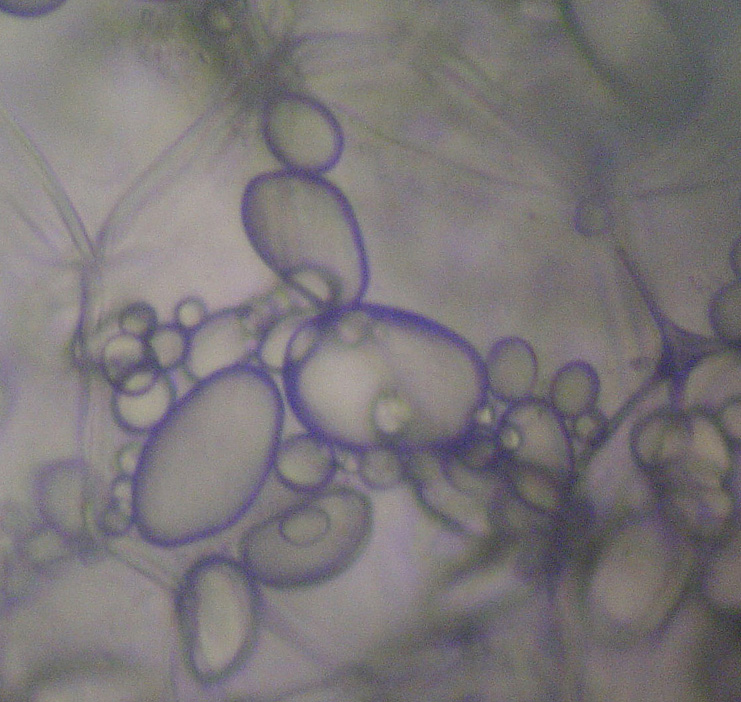
Amiloplastos en células de patata.

Los tejidos que detectarían el gravitropismo mediante los amiloplastos, según esta hipótesis, corresponderían: en tallos y coleoptilos, a la capa de células ricas en almidón, continua con la endodermis de la raíz; en las raíces, a la columela o cilindro central, puesto que su escisión quirúrgica interrumpe toda respuesta gravitrópica.

### pH y calcio intracelular
Una vez detectado el estímulo, la célula debe iniciar una transducción de señales que conduzca a la aparición de segundos mensajeros que modulen la actividad enzimática y génica. Dicho proceso se denomina graviestimulación. Dos señales detectadas tempranamente durante la respuesta a la gravedad en las células de la columela son: los cambios en el pH y en la concentración de calcio intracelulares; el primer factor aumenta en valor en el simplasto, y disminuye en el apoplasto. Dicha acidificación del apoplasto puede conducir a la activación de bombas H+ ATPasas, lo que está relacionado con la respuesta mediada por auxinas. Además, la liberación del calcio de los acervos celulares puede demostrarse por la inhibición de la respuesta gravitrópica cuando se tratan raíces con sustancias quelantes de cationes, como el EDTA.